# Fésűs csillaggomba
A fésűs csillaggomba (Geastrum pectinatum) a csillaggombafélék családjába tartozó, kozmopolita elterjedésű, fenyvesekben, vegyes erdőkben élő, nem ehető gombafaj. 

## Megjelenése
A fésűs csillaggomba termőteste eleinte a talajban található, nagyjából gömb alakú, átmérője 2-3 cm-es; érése során a felszínre kerül, a külső burka (exoperídium) csillag alakban 7-8 világosbarna lebenyre szétválik, a karok kiterülnek és felemelik a termőtestet a talajról. A központi spórazsák 1-3 cm-es, 5-10 mm-es nyélen ül (amely alján nincs kis gallér), halvány szürkéskék vagy szürkéslilás színű, felszíne hamvas, alul bordázott. Tetején kissé bemélyedő udvarral körülvett, csőrszerű, hosszában rovátkolt nyúlvány található, amelyen át az érett spórák távoznak. Teljes átmérője a karokkal együtt 6-10 cm, a karok kiszáradva nem zárulnak vissza (nem higroszkópos). 
Spórapora barna. Spórája kerek, erősen tüskés, mérete 4-6 µm.

### Hasonló fajok
A galléros csillaggomba, a rücskös csillaggomba, a mezei csillaggomba hasonlít hozzá. 

## Elterjedése és termőhelye
Az Antarktisz kivételével valamennyi kontinensen előfordul. Magyarországon ritka. 
Fenyvesekben vagy vegyes erdőkben, inkább homokos, laza vagy szerves anyagokban gazdag talajon található meg. Júliustól októberig terem, de a termőtest kiszáradt maradványai hónapokon át megmaradnak. 

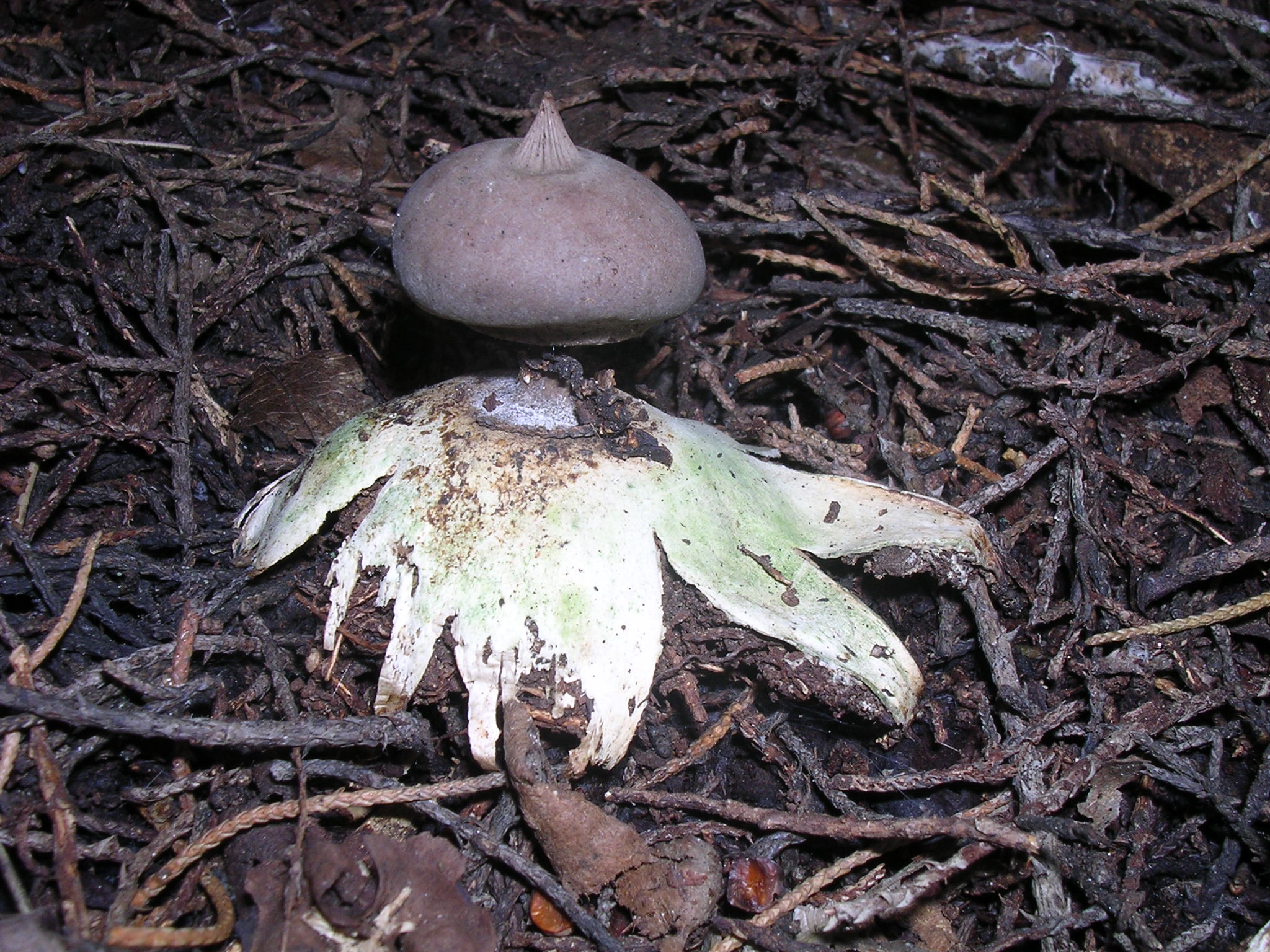
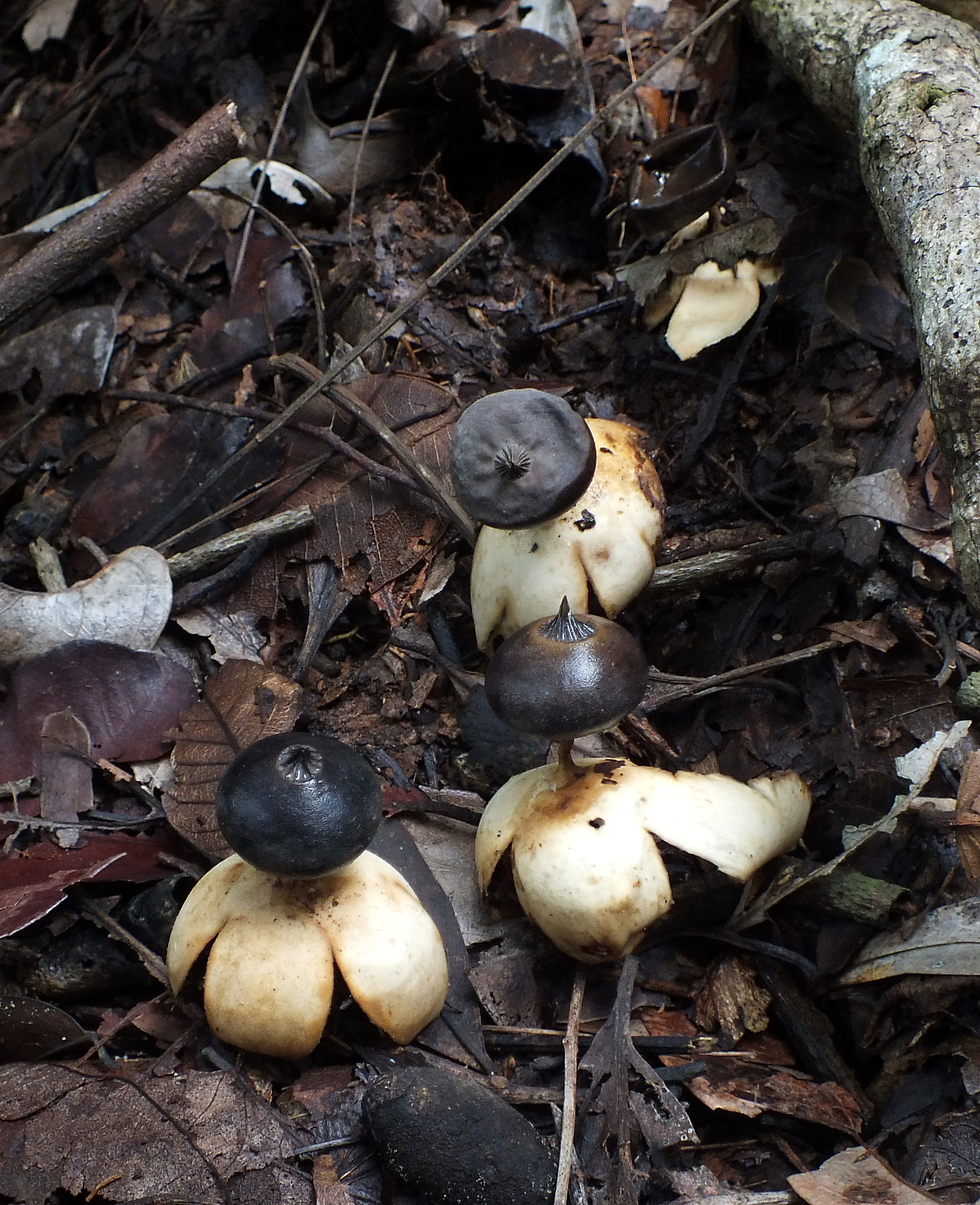
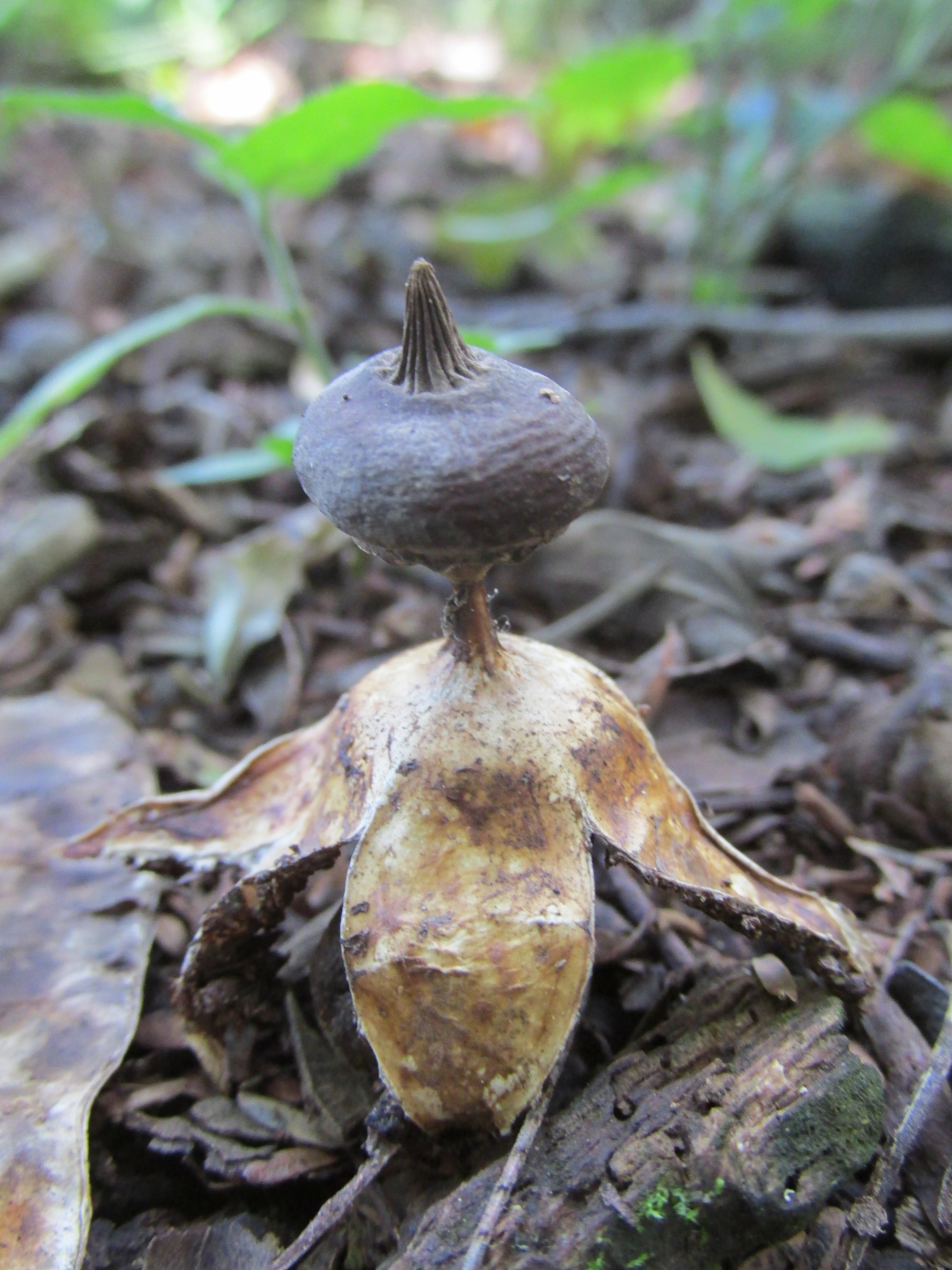
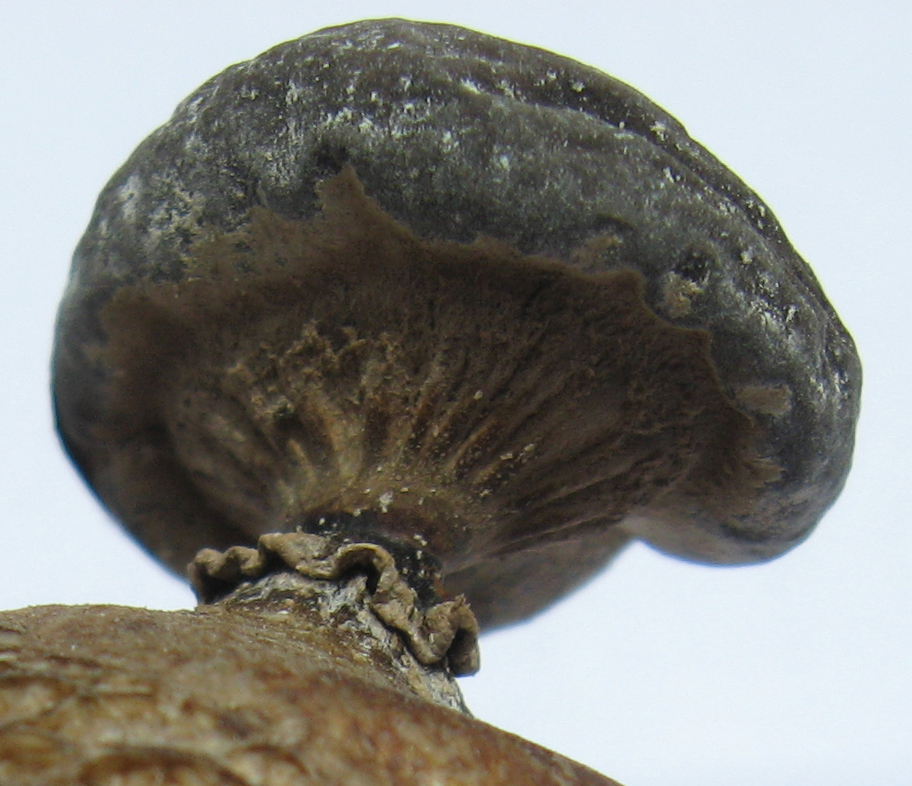
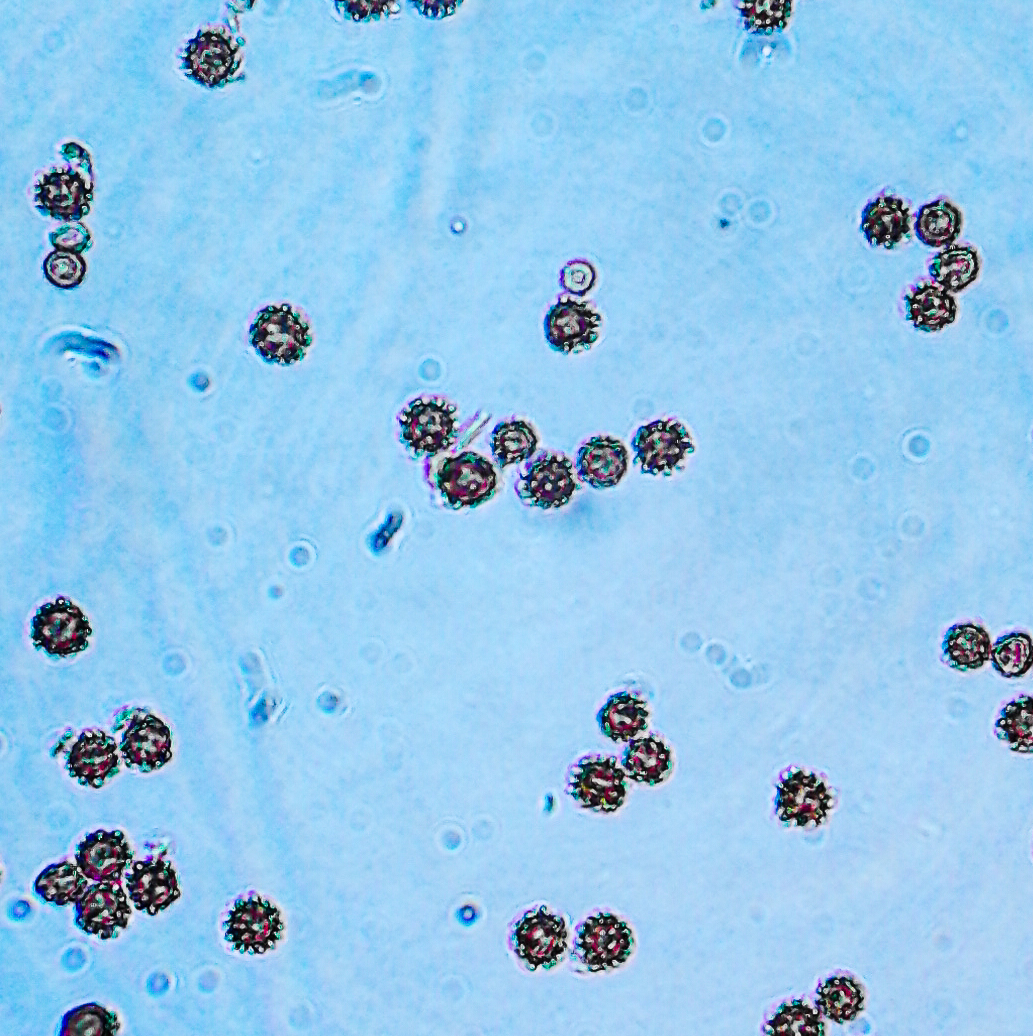

Nem ehető.